# Solaris Airlines
La Solaris Airlines, conosciuta precedentemente come Compagnia di Trasporto Aereo di Nord-Ovest "Vyborg" (in russo: Северо-Западная Авиационная Транспортная Компания "Выборг") era una compagnia aerea russa con la base tecnica all'aeroporto di Mosca-Vnukovo, in Russia europea.
La compagnia aerea Solaris Airlines era di proprietà dell'operatore turistico Coral Travel (Russia) che fa parte dell'OTI Holding (Turchia). La compagnia aerea aveva la licenza per voli charter nazionali ed internazionali dall'aeroporto di Mosca-Vnukovo, in Russia.

## Storia
- 1998 - Creazione della compagnia aerea con la flotta basata sugli aerei Ilyushin Il-114
- 2010 - Bancarotta della Vyborg Airlines
- 2011 - Acquisizione della Vyborg Airlines da parte del operatore turistico Coral Travel con rebranding in Solaris Airlines.
- 2012 - Dopo il tentativo fallito di riprendere le operazioni, la compagnia viene definitivamente chiusa e assorbita dalla Ural Airlines.[3]

## Flotta
Aerei
- 3 Airbus A321

## Flotta storica
- Ilyushin Il-114